# Marzano
Marzano é uma comuna italiana da região da Lombardia, província de Pavia, com cerca de 1.025 habitantes. Estende-se por uma área de 9 km², tendo uma densidade populacional de 114 hab/km². Faz fronteira com Ceranova, Lardirago, Roncaro, Torre d'Arese, Torrevecchia Pia, Valera Fratta (LO), Vidigulfo, Vistarino.

## Demografia
| Variação demográfica do município entre 1861 e 2011                               |
|                                                                                   |
| Fonte: Istituto Nazionale di Statistica (ISTAT) - Elaboração gráfica da Wikipedia |